# Letto ungueale
Nell'anatomia umana il letto ungueale è una componente dell'unghia

## Anatomia
Di colore tendente al rosso, si ritrova sotto l'iponichio. Il colore della lamina, che si appoggia ad esso, dipende dalla vascolarizzazione del letto.
Il letto ungueale si inspessisce nel caso di arteriopatie periferiche occlusive.